# Pedro el negro
Pedro el negro, cuyo título original es Černý Petr, es una película checoslovaca dirigida por Miloš Forman y estrenada en 1964.
Obtuvo el premio Leopardo de Oro en el Festival Internacional de Cine de Locarno.

## Argumento
Ante la presión de su padre, Petr, un adolescente, debe comenzar a trabajar en un almacén. Su trabajo es el de vigilar que los clientes no roben mercadería. En una ocasión, durante el trabajo, creyendo haber visto a un cliente robar, pero no estando seguro, sale a perseguirlo por la ciudad, hasta darse cuenta de que está cerca de su casa, por lo que decide no volver al almacén ese día. Petr está mucho más interesado en una joven amiga suya, y prefiere pasar el tiempo con ella.

## Reparto
- Ladislav Jakim - Petr
- Pavla Martinkova - Asa
- Jan Vostrcil - Padre de Petr
- Vladimír Pucholt - Cenda
- Pavel Sedlacek - Lada
- Zdenek Kulhanek - Zdenek
- Frantisek Kosina - Director del almacén
- Josef Koza - Maestro mayor de obras
- Bozena Matuskova - Madre de Petr
- Antonín Pokorny - Ladrón
- Jaroslav Kladrubsky - Almacenero
- Frantiska Skalova - Cliente
- Jaroslav Bendl - Mara
- Majka Gillarova - Compañero de Asa
- Jaroslava Razova - Chica